# Patrick Ngoma
Patrick Ngoma (21 maggio 1997) è un calciatore zambiano, attaccante del City of Lusaka.

## Carriera

### Club
Ha giocato nei campionati zambiano ed egiziano.

### Nazionale
Ha esordito in nazionale nel 2014.